# Campeonato Brasileiro de Curling
O Campeonato Brasileiro de Curling é um evento organizado pela Confederação Brasileira de Desportos no Gelo (CBDG) desde 2015, incialmente apenas para a categoria Duplas Mistase, atualmente, também aberto a equipes adultas masculinas e femininas, equipes e duplas mistas em cadeira de rodas (Curling CR) e equipes juniores masculinas e femininas (sub-21).

## Campeonatos

### Duplas Mistas
| Ano  | Local                      | Campeão                             | Vice-Campeão                       | 3º lugar                                                                                  |
| 2015 | Vancouver                  | Aline Lima / Marcelo Mello          | Anne Shibuya / Marcio Cerquinho    | Isis Oliveira / Raphael Monticello                                                        |
| 2016 | Vancouver                  | Anne Shibuya / Márcio Cerquinho     | Isis Oliveira / Filipe Nunes       | Aline Lima / Marcelo Mello                                                                |
| 2017 | Toronto                    | Aline Lima / Márcio Cerquinho       | Alessanda Barros / Scott McMullan  | Luciana Barrella / Marcelo Mello                                                          |
| 2019 | Delta (Colúmbia Britânica) | Luciana Barrella / Márcio Cerquinho | Anne Shibuya / Claudio Alves       | Isis Oliveira / Marcio Rodrigues                                                          |
| 2022 | São Paulo                  | Isis Oliveira / Marcelo Mello       | Elen Naomi Sumi / Ricardo Losso    | Thaisa Lima e Lenise Souza / Claudio Alves; Fernanda Tiemi Marques / Sérgio Mitsuo Vilela |
| 2023 | São Paulo                  | Elen Naomi Sumi / Arnaldo Yamashita | Fabiana Campos / Felipe Pires      | Liége Mentz-Rosano / Sidinei Sassi                                                        |
| 2024 | São Paulo                  | Fabiana Campos / Felipe Pires       | Priscila Teixeira / Ataílson Ribas | Liége Mentz-Rosano / Sidinei Sassi                                                        |

### Equipes Masculinas
| Ano  | Local     | Campeão                                                                       | Vice-Campeão                                                                                          | 3º lugar                |
| 2022 | São Paulo | Marcelo Mello (skip), Ricardo Losso, Sérgio Mitsuo Vilela e Arnaldo Yamashita | Claudio Alves (skip), Nuno Rodrigues, Márcio Rodrigues e Felipe Pires                                 | sem outros competidores |
| 2024 | São Paulo | Felipe Pires, Ataílson Ribas, Sidinei Sassi e Arnaldo Yamashita               | Sergio Mitsuo Vilela (skip), João Barelli, Diego Chaia, Francis Ozaki e Andrei Cavalheiro (alternate) | sem outros competidores |

### Equipes Femininas
| Ano  | Local     | Campeão                                                                    | Vice-Campeão                                                                                             | 3º lugar                |
| 2024 | São Paulo | Fabiana Campos, Elen Naomi Sumi (skip), Andrea Carlana e Giullia Rodriguez | Priscila Teixeira, Liége Mentz-Rosano (skip), Lenise Souza, Stephanie Blum e Elena Rodriguez (alternate) | sem outros competidores |

### Equipes Mistas em Cadeira de Rodas
| Ano  | Local     | Campeão | Vice-Campeão | 3º lugar |
| 2024 | São Paulo |         |              |          |